# Philipp Samson

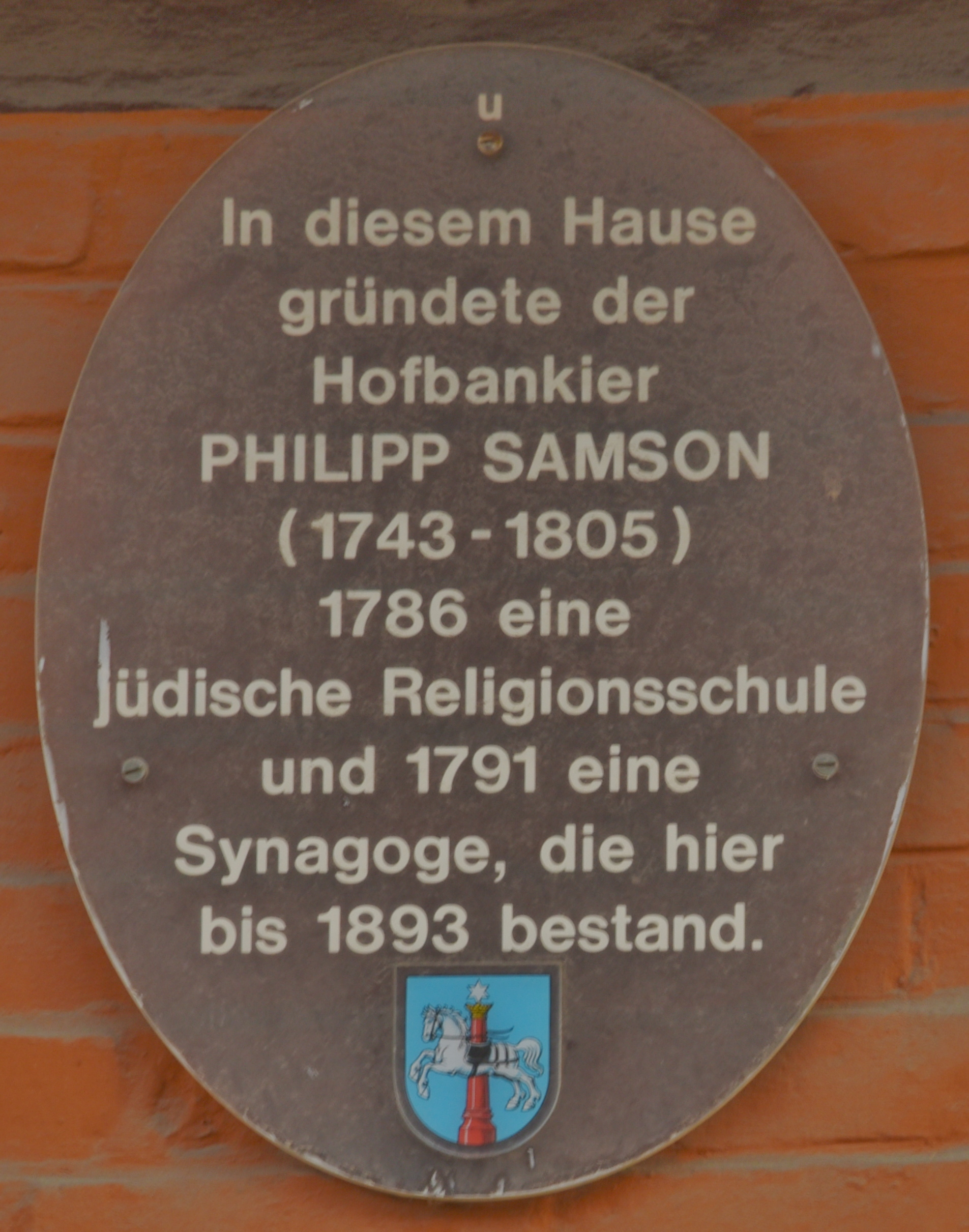
Gedenktafel in Wolfenbüttel

Philipp Samson (geboren 2. März 1743 in Wolfenbüttel; gestorben 4. Dezember 1805 ebenda) war ein deutscher Hofbankier jüdischer Herkunft. Er war Mitbegründer und späterer Namensgeber der Samson-Schule in Wolfenbüttel.

## Leben
Der aus einer Wolfenbütteler jüdischen Familie stammende Philipp Samson war der Sohn des wohlhabenden Hoffaktors Samson Gumpel (um 1702–1767) und Enkel des Hofjuden Marcus Gumpel Moses Fulda (1660–1733), der die dortige jüdische Gemeinde neu begründet hatte. Sein Bruder Herz Samson (1738–1794) war in Braunschweig als herzoglicher Kammerrat tätig.

### Hofbankier
Philipp Samson zählte zusammen mit seinem Bruder Herz zu den vermögendsten Juden des Herzogtums. Er tätigte erfolgreiche Bankgeschäfte u. a. mit dem Braunschweiger Hof unter Herzog Karl I. und dessen Sohn.
Im Jahre 1795 zählte er zu den Geldgebern für das Wolfenbütteler Lessing-Denkmal.

### Jüdische Gemeinde

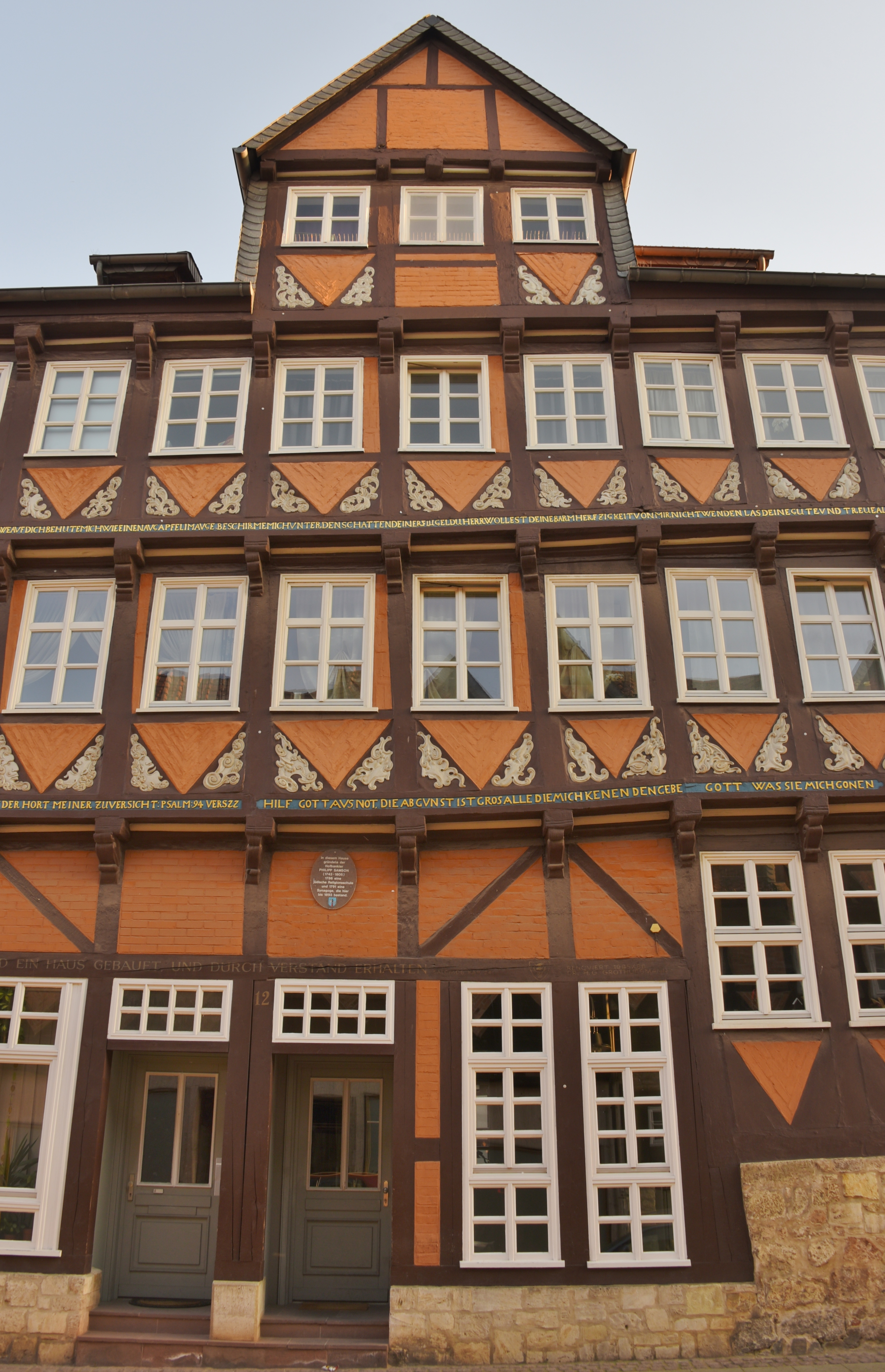
Haus, in dem sich die von Samson gegründete Religionsschule befand, die später zur Synagoge wurde

Neubau der Samson-Schule (1895) in Wolfenbüttel

Samson war Vorsteher der Jüdischen Gemeinde Wolfenbüttel. Im Hinterhof seines Hauses in der Harzstraße 12 ließ er 1781 eine Synagoge einrichten, die dort bis zum Jahre 1893 bestand. Im Jahre 1786 gründete er aus dem 20.000 Reichstaler betragenden Stiftungskapital seines Vaters eine Talmud-Tora-Freischule, der er selbst vorstand. Diese zunächst orthodoxe Religionsschule ging 1807 zusammen mit einer 1796 durch Herz Samsons Witwe eingerichteten Lehranstalt in der Samsonschen Freischule auf.

### Familie
Philipp Samson starb 1805 in Wolfenbüttel und wurde auf dem dortigen jüdischen Friedhof bestattet. Der erhaltene Grabstein trägt die Inschrift:
Hier ruht ein Mann, der auf dem redlichen Wege ging. Alle seine Werke waren makellos. Seine Arbeit als Tora-Lehrer tat er mit aller Aufrichtigkeit. Sein Herz war auf das Ziel der Schülererziehung gerichtet. Er ging immer den Weg der Reinheit. Er war durch und durch aufrichtig. Tags und nachts war er im Bethaus, um sein Herz vor Gott auszuschütten. Von Jugend an bis zu seinem Tod arbeitete er redlich und aufrecht. Der fromme Vorsteher Herr Uri Fejbesch, Sohn des frommen Vorstehers Herrn Schimschon aus Wolfenbüttel, das Andenken des Gerechten sei gesegnet, ging in seine Ewigkeit und wurde beerdigt mit einem guten Namen am Mittwoch, 13 Kislew 5566.
Samson war verheiratet mit Hanna Meyer Gumpel († 1818), deren Grab nicht erhalten ist. Beider Tochter Lea war verheiratet mit Selig Leffmann Cohen († 1819).

## Bildnis
Ein Brustbild als Medaillonbildnis aus dem Besitz des Braunschweigischen Landesmuseums findet sich in schwarz-weiß verkleinert abgedruckt im Artikel des Braunschweigischen Biographischen Lexikons zu Philipp Samson.